# Gare de Montigny - Beauchamp
Pour les articles homonymes, voir Gare de Montigny.
La gare de Montigny - Beauchamp est une gare ferroviaire française de la ligne de Saint-Denis à Pontoise, située sur le territoire de la commune de Beauchamp, à la limite de celles de Montigny-lès-Cormeilles et de Pierrelaye, dans le département du Val-d'Oise en région Île-de-France. Elle se situe à l'ouest de la vallée de Montmorency.
C'est une gare de la Société nationale des chemins de fer français (SNCF) desservie par les trains de la ligne H du Transilien (réseau Paris-Nord) et par ceux de la ligne C du RER.

## Situation ferroviaire
Établie à 62 m d'altitude, la gare de Montigny - Beauchamp est située au point kilométrique (PK) 20,326 de la ligne de Saint-Denis à Dieppe, entre les gares de Franconville - Le Plessis-Bouchard et de Pierrelaye. C'est un ancien tronçon de la ligne de Paris-Nord à Lille avant l'ouverture du tronçon plus direct de Saint-Denis à Creil en 1859.
Elle dispose d'une voie de garage d'environ 500 m pour le stationnement de trains de la ligne C du RER. Un embranchement particulier est accessible depuis la gare (embranchement d'une société d'entretien de voies ferrées).

## Histoire
La gare est située sur la première ligne Paris – Lille, ouverte le 20 juin 1846 par la Compagnie des chemins de fer du Nord.
Le 25 septembre 1988, la branche Vallée de Montmorency - Invalides (VMI) de la ligne C du RER est mise en service. Celle-ci relie la gare à la gare du Champ de Mars - Tour Eiffel, et est desservie à sa mise en  service par un train omnibus toutes les demi-heures, toute la journée. Le service est assuré par des automotrices Z 8800,. Le 28 août 2000, la ligne est prolongée jusqu'à Pontoise.
Elle comprenait des voies de débords, affectées aux marchandises, qui ont été déposées entre 2002 et 2003.

## Fréquentation
De 2015 à 2023, les estimations de la SNCF sont les suivantes :
| Année         | 2015      | 2016      | 2017      | 2018      | 2019      | 2020      | 2021      | 2022      | 2023      |
| ------------- | --------- | --------- | --------- | --------- | --------- | --------- | --------- | --------- | --------- |
| Fréquentation | 4 996 765 | 5 024 855 | 5 036 237 | 5 044 611 | 4 906 007 | 2 474 993 | 4 427 028 | 4 595 524 | 4 702 890 |

## Service des voyageurs

### Accueil
Gare SNCF Transilien, elle dispose d'un bâtiment voyageurs ouvert tous les jours, avec un guichet ouvert de 6 h 30 à 1 h, disposant de boucles magnétiques pour personnes malentendantes. Elle est équipée d'un automate pour l'achat de titres de transport Transilien et d'aménagements, équipements et services pour les personnes à mobilité réduite. En 2011, le nombre de voyageurs quotidiens se situait entre 5 000 et 15 000.
Il y a trois voies à quai (une voie centrale encadrée par les voies 1 et 2). La voie 1 concerne les trains à destination de Pontoise (ligne C du RER et ligne H du Transilien). La voie centrale concerne les trains terminus de la branche C3 de la ligne C du RER. La voie 2 concerne les trains à destination de Paris-Nord, Massy - Palaiseau et Pont de Rungis - Aéroport d'Orly, en provenance de Pontoise (ligne C du RER et ligne H du Transilien).

### Desserte
Montigny - Beauchamp est desservie par les trains du réseau Transilien Paris-Nord (ligne H), à raison d'un train à la demi-heure en heures creuses, et d'un au quart d'heure aux heures de pointe. Les trains sont généralement omnibus de Paris-Nord à Pontoise. Elle est également desservie par les trains de la ligne C du RER, à raison d'un train au quart d'heure aux heures creuses, et de deux trains au quart d'heure aux heures de pointe, alternativement terminus en gare de Montigny - Beauchamp ou de Pontoise. Elle constitue en effet le terminus des trains pour Bibliothèque François-Mitterrand le matin, Dourdan et Brétigny le soir, ainsi que Pont de Rungis - Aéroport d'Orly aux heures creuses. Elle est une gare de passage des trains pour Pontoise et Massy - Palaiseau, ainsi que pour Pont de Rungis - Aéroport d'Orly aux heures de pointe.
Le temps de trajet est d'environ 30 minutes depuis Paris-Nord, et d'environ 50 minutes depuis Paris-Invalides.

### Intermodalité
La gare dispose de plusieurs parcs de stationnement gratuits ou payants.
La gare est desservie par les lignes 30-05, 30-09, 30-10, 30-18, 30-23, 30-31, 30-33,  30-38, 95-03A, 95-19, 95-21 et 95-29 du réseau de bus Val Parisis et, la nuit, par les lignes N150 et N154 du réseau Noctilien.